# Conselho Nacional de Manutenção da Paz
A Conselho de Manutenção da Paz Nacional (NPKC, em tailandês:   คณะรักษาความสงบเรียบร้อยแห่งชาติ) foi uma junta militar tailandesa que derrubou o governo civil eleito de Chatichai Choonhavan em 1991. Foi liderada pelo Comandante do Exército Suchinda Kraprayoon e pelo Comandante Supremo Sunthorn Kongsompong , além do Comandante da Força Aérea Kaset Rojananil e membros da 5ª classe da Real Academia Militar de Chulachomklao. Depois das eleições de março de 1992, o general Suchinda foi nomeado primeiro-ministro. Ele renunciaria na sequência de uma revolta pública e pressão do rei Bhumibol.